# گویا د ایسرا
گویا د ایسرا (به اسپانیایی: Guía de Isora) یک شهرستان در اسپانیا با جمعیت ۲۰٬۳۸۷ نفر است که در جزایر قناری واقع شده‌است.